# Shift (romanzo)
Shift è un romanzo di fantascienza dello scrittore statunitense Hugh Howey pubblicato nel 2013. Si tratta del secondo romanzo della serie di Silo, che ha ispirato l'omonima serie televisiva.

## Trama

### Primo turno -Il Lascito(First Shift: Legacy - Book 6) - Libro Sesto
Il primo dei 23 capitoli del Lascito inizia con il prologo ambientato nell'anno 2110, quando Troy, che si scoprirà dopo essere Donald Keene, viene svegliato dall'ibernazione per incominciare il suo turno nel Silo n. 1, sotto le colline della contea di Fulton, in Georgia. Subito dopo inizia l'alternarsi dei capitoli fra il passato (2049, Washington D.C.) e l'ipotetico presente in cui Troy inizia a lavorare nel Silo. Nella Washington del 2049 il deputato Donald Keene – eletto grazie all'aiuto e pianificazione del Senatore della Georgia, Paul Thurman – viene convocato, assieme all'altro deputato Mick Webb, dal senatore Thurman per seguire, ognuno secondo le sue competenze e con assoluta separazione di compiti e relativa segretezza, un progetto di architettura moderna "per il bene comune" e di cui avrebbero dovuto mantenere l'assoluto segreto, un progetto che secondo il senatore "sarà come la manna dal cielo, una vera e propria salvezza". Quando il senatore gli mostrò il disegno che sarebbe stato perfezionato e realizzato, Donald si accorse che era un suo vecchio disegno dei tempi del college, di quando studiava urbanistica. A detta del senatore quello sarebbe stato un edificio di emergenza, ma andava assolutamente costruito. La scusa ufficiale era quella di renderlo un deposito per "stivare combustibile nucleare". Mick Webb si sarebbe invece occupato di logistica e pianificazione. Infine sarebbero stati affiancati da Anna, la figlia del senatore, ex fiamma di Donald dei tempi del college. Anna era un'ingegnera che al M.I.T. aveva studiato telecomunicazioni. Nella vita di Donald c'era già un grande amore adesso, Helen, la sua fedele e dolce moglie che viveva a Savannah. Donald lavorò giorno e notte al progetto assegnatogli dal senatore. Un giorno il senatore lo convocò nella biblioteca Kramerbooks e fra gli scaffali ebbero uno scambio di battute e finalmente entrò in scena il Libro dell'Ordine, che venne consegnato a Donald affinché lo studiasse alla perfezione. Thurman ricevette ancora una volta Donald ma stavolta al Ryt Hospital, al centro medico Dwayne, nel reparto di nanobiotecnologia dove Thurman si stava facendo trattare per ringiovanire. Alla fine della conversazione Thurman disse a Donald che lo aveva fatto andare lì perché c'erano dei nanorobot per lui, che senza neppure essere interpellato si ritrovò con quei minuscoli tesserini dentro di sé. Nel 2052, nella contea di Fulton in Georgia, si stava svolgendo una festa, un misto fra concerto, riunione di famiglia e festa nazionale. Era sul palco della Georgia che il senatore aveva detto ai suoi di mettersi e restare. Così fecero Donald, Anna e anche la sorella di lui, pilota di droni per l'aeronautica, Charlotte. Donald aveva avuto dapprima l'ordine di andare nella tenda del Tennessee, ma poi lì mandarono Mick. Tuttavia l'appuntamento con Helen era lì e a causa del sovraccarico delle linee non riusciva più a comunicare con lei. Quando cercò di allontanarsi per andare a cercare la moglie fu fermato da Anna. Sotto ogni tenda c'era l'ingresso per un Silo. La loro costruzione era terminata e sarebbero stati tutti operativi di lì a poco. Di colpo un lampo di luce: le sirene risuonavano nell'altoparlante, Donald vide nubi a forma di fungo e lo trascinarono giù dalla collina nella tenda principale, sempre più giù. "Il suo mondo era finito e quello nuovo lo stava ingoiando".
Nel 2110, nel Silo 1, l'unico con l'ascensore, Troy decide di non prendere più le medicine che venivano date a tutti i risvegliati e ai lavoratori dei turni da sei mesi. In quel Silo vi era solo cibo in scatola, non esistevano le coltivazioni o gli allevamenti come negli altri 49 Silo. In quel Silo non vi erano né donne né bambini, poiché erano tutti nel "freddo eterno". Troy è apparentemente il capo del Silo n. 1, cosiddetto capo dell'Operazione Cinquanta dell'Ordine Mondiale, così come negli altri Silo colui che veramente è al comando è il capo dell'IT. A mensa Troy conosce Hal e intrattiene con lui una breve conversazione, dopodiché fa un breve rito di iniziazione tramite la radio, promuovendo un'"ombra" (un apprendista) a capo dell'IT in un altro Silo. Nel frattempo, sempre durante il turno di Troy, il Silo 12 è al collasso e lui dà l'ordine di rilasciare l'argon e chiudere tutte le uscite. Una difficile decisione a cui ripenserà fino alla fine. Sull'accaduto Troy scrive un rapporto. Poi si scopre che proprio Hal non reagisce alle cure e che, per questo motivo, sarebbe stato messo nel freddo eterno. Lui ricordava, ricordava il suo vero nome: "mi chiamo Carlton". È allora che i medici e Troy vanno in quella sala gelida piena di letti sigillati e lucenti, sui cui monitor sono scritti dei nomi, tutti inventati. Lì legge il nome "Helen" e gli torna la memoria di ciò era stato: quella non è Helen e lui non è Troy. Poi l'oscurità lo avvolge.

### Secondo turno -L'Ordine(Second Shift: Order - Book 7) - Libro Settimo
I capitoli vanno dal n. 24 al n. 57 e anche qui si alternano varie narrazioni: quella nel Silo 1 (2212) e la storia del Silo 18, nell'anno della grande rivolta. Nel Silo 1 Troy viene di nuovo svegliato, ma stavolta dal freddo eterno e il motivo è proprio il Silo 18. Thurman lo aveva svegliato e Donald iniziava a ricordare tutto. Thurman voleva che Donald lo aiutasse a sistemare la situazione del Silo 18, per via del suo vecchio rapporto sul Silo 12. Inoltre Thurman voleva studiare Donald per capire come aveva fatto a ritrovare la memoria, considerato che alcuni erano immuni dai farmaci ma non ne si conosceva il motivo. Così Thurman portò Donald al livello 54 e lì trovò Anna , che nessuno poteva vedere, unica donna in tutto il Silo ad essere stata risvegliata, che dormiva e mangiava in quelle stanze da un anno. Anna raccontò a Donald che i problemi erano iniziati con il Silo 40 e che quando oscurarono il Silo 42 svegliarono suo padre. Poi il padre svegliò lei. E lei consigliò di svegliare Donald, poiché Victor (uno dei tre che avevano ideato tutto il piano fin dall'inizio) si era suicidato e aveva lasciato sulla scrivania il vecchio rapporto di Donald sul Silo 12. Nel frattempo fa la comparsa sulla scena Erskine, il terzo ideatore di tutto. Erano stati in tre a creare la situazione per la quale si sarebbero poi rinchiusi nei vari Silo e a far costruire i Silo stessi: Thurman, Erskine e Victor. Erskine parla degli eventi accaduti con Donald e gli confessa che secondo lui il mondo sarebbe stato migliore con persone come lui, cioè Donald, al comando. Donald si ricordava che sarebbero dovuti tutti vivere 500 anni sotto terra... e poi? Donald voleva assolutamente sapere cosa sarebbe accaduto poi. In seguito capì il motivo per cui lui era immune, ricordandosi del fatto che per anni aveva preso gli psicofarmaci prescritti alla sorella e lo disse a Thurman. Inoltre Donald intuì il motivo secondo cui Victor scrisse degli appunti sopra la copia del vecchio rapporto di Donald: Victor parlava di coloro che ricordano. Queste persone erano il vero problema per mantenere la stabilità all'interno dei Silo. Bisognava eliminarli per salvare la gente dentro i Silo. Donald allora decise di uscire fuori attraverso la rampa di lancio dei droni. Si mise una tuta e un casco e uscì fuori. Ma poco dopo degli uomini, assieme a Thurman (che non aveva nemmeno la tuta), uscirono a loro volta fuori per riprenderlo. Di nuovo Donald fu messo nel freddo eterno.
Nel Silo 18 la storia inizia con la narrazione di Mission e Com, due portatori che erano molto amici e lavoravano insieme. Stavano portando un cadavere al piano 32 dal medico legale, corpo che servirà poi per concimare la terra nelle fattorie. Il loro amico Rodny non si vedeva più da qualche mese – loro non sapevano che Rodny era rinchiuso nella sala segreta sotto i server nel reparto IT perché era diventato l'ombra del capo dell'IT e come ogni neofita doveva rimanere lì chiuso a studiare fino a quando non sarebbe stato pronto per l'iniziazione, da fare con il capo del Silo 1. Mission era figlio di un contadino e aveva un fratello più piccolo. La madre era stata mandata fuori a pulire perché aveva avuto lui, a causa di un difetto del sistema del controllo delle nascite. Una vita per una vita. Era questa la regola. Mission andò al nido a trovare la sua vecchia maestra Crowle, detta il Corvo. Anche lei era preoccupata per Rodny perché non aveva più notizie di lui e chiese a Mission di fargli recapitare in qualche modo un suo messaggio. La Crowle raccontava molte storie, parlava di un "altrove" che inevitabilmente metteva in luce tutte le pecche del Silo. Dopo vari eventi, Mission riuscì a recapitare a Rodny il biglietto del Corvo e lui gliene passò uno in gran segreto con la richiesta di aiuto. Fu in quel frangente che il capo dell'IT propose a Mission un lavoretto molto ben pagato, ma Mission rifiutò. Sarebbe stato, invece, Com ad accettare, cosa che gli sarebbe costata la vita. Mission cercava Com e all'improvviso sentì qualcosa e vide del fumo provenire dal basso. Thurman e Donald contattarono il Silo 18 e rispose l'ombra, Rodny. Lo convinsero che chi ricordava creava pericolo per sé e per gli altri, accendendo la miccia della rivolta. Rodny fu considerato pronto. Ora era Rodny il capo del Silo 18 e come tale andò dal Corvo e la giustiziò. Per il Silo 18 era stato deciso il Reset: qualcuno sarebbe morto e coloro che sarebbero rimasti vivi avrebbero perso la memoria. E così fu.

### Terzo turno -Il Patto(Third Shift: Pact - Book 8) - Libro Ottavo
Anno 2345 nel Silo 1. Donald viene di nuovo svegliato, ma stavolta qualcuno aveva cambiato i nomi sul display delle camere di crioconservazione e pensano che lui fosse Thurman. Donald non sa chi ha fatto questo scambio di nomi  ma sta al gioco. Decide di fingere di essere lui Thurman, il Pastore, come lo chiamavano gli altri. Nel pc di Thurman, Donald trova l'email con l'intento suicida di Victor e una di Anna con uno strano codice, grazie al quale poi avrebbe ritrovato il suo vecchio armadietto, uno stipo per gli effetti personali che le persone potevano conservare fra un turno e l'altro, durante la loro ibernazione. Il numero di serie indicato nella email di Anna era quello dell'armadietto di Troy. Vi trova dentro un sacchetto sottovuoto con la scritta "Lascito" e non "turno" come era accaduto per il sacchetto di Thurman che si vede ricapitare in camera qualche giorno prima. Nei pantaloni trova la fede nuziale e il telefono. Mentre cerca l'armadietto di Anna, inizia a fare delle connessioni e capisce che all'epoca dello scoppio delle bombe atomiche era stata Anna a separarlo da Helen, perché Anna – che era esperta di sistemi wireless – era ancora innamorata di lui, fin dai tempi del college e non perdeva occasione per stare con lui da sola e creare occasioni di intimità. Donald scopre che Helen era vissuta in un altro Silo, cambiato nome in Karma e si era sposata con Mick, avendo dei figli con lui, e in seguito nipoti. Ora ne è convinto: Anna aveva piratato il codice informatico della sua vita. Nel frattempo Donald si fa portare il fascicolo di Juliette Nichols e lo studia. Nell'ufficio del dott. Wilson, Donald prende del preparato verde, quello che si faceva sorseggiare ai risvegliati, e prende anche delle pillole per dormire che ci sbriciola dentro. Donald risveglia Anna e le fa bere l'intruglio mentre lei sta confessando quanto da lui sospettato e lo avvisa delle intenzioni del padre, poi esala l'ultimo respiro. Donald nei panni di Thurman legge anche la rivisitazione del Patto, secondo cui all'E-day sarebbe dovuto arrivare un solo Silo. Nel frattempo fa l'iniziazione a Lukas Kyle. Donald va poi a risvegliare la sorella Charlotte, pilota di droni, per mettere in atto il suo piano: mandare un drone all'esterno, farlo allontanare e vedere se la vita sulla Terra sia ancora possibile da qualche parte. Sa però che i droni non resisterebbero molto a quello che era fuori da lì, almeno nelle loro vicinanze e così avviene. Prima che il drone precipiti a terra, Donald vede cieli azzurri ed erba verde. Successivamente Donald va a cercare il vero Thurman nelle camere di crioconservazione e lo trova. Dopo averlo risvegliato, Thurman confessa che pur mancando ancora 200 anni, avrebbe liberato solo quelli di un Silo, facendo morire tutti gli altri, facendo una purificazione dai sistemi del remoto del Silo 1. Mentre Thurman cerca di divincolarsi e uscire dalla capsula parte un colpo dalla pistola di Donald che colpisce Thurman. Poi richiude il coperchio della capsula con il cadavere del vecchio e pensa che lui e la sorella avrebbero scoperto cosa non funziona nel mondo e avrebbero ristabilito l'ordine. Nell'epilogo, Donald viene contattato dal Silo 18 e parla con Juliette.
Anno 2312 Silo 17. La Rivolta e la vita di Jimmy, o Solo, figlio del capo dell'IT che per proteggerlo lo rinchiuse nella camera segreta dove si facevano le iniziazioni, fino al suo incontro con Juliette.

## Accoglienza
Il romanzo ha scalato le classifiche del New York Times.

## Edizione italiana
- Shift, (I ed.it. Milano, Fabbri Editori, 2014) ISBN 978-88-451-996-08.